# 브림스톤힐 요새 국립공원

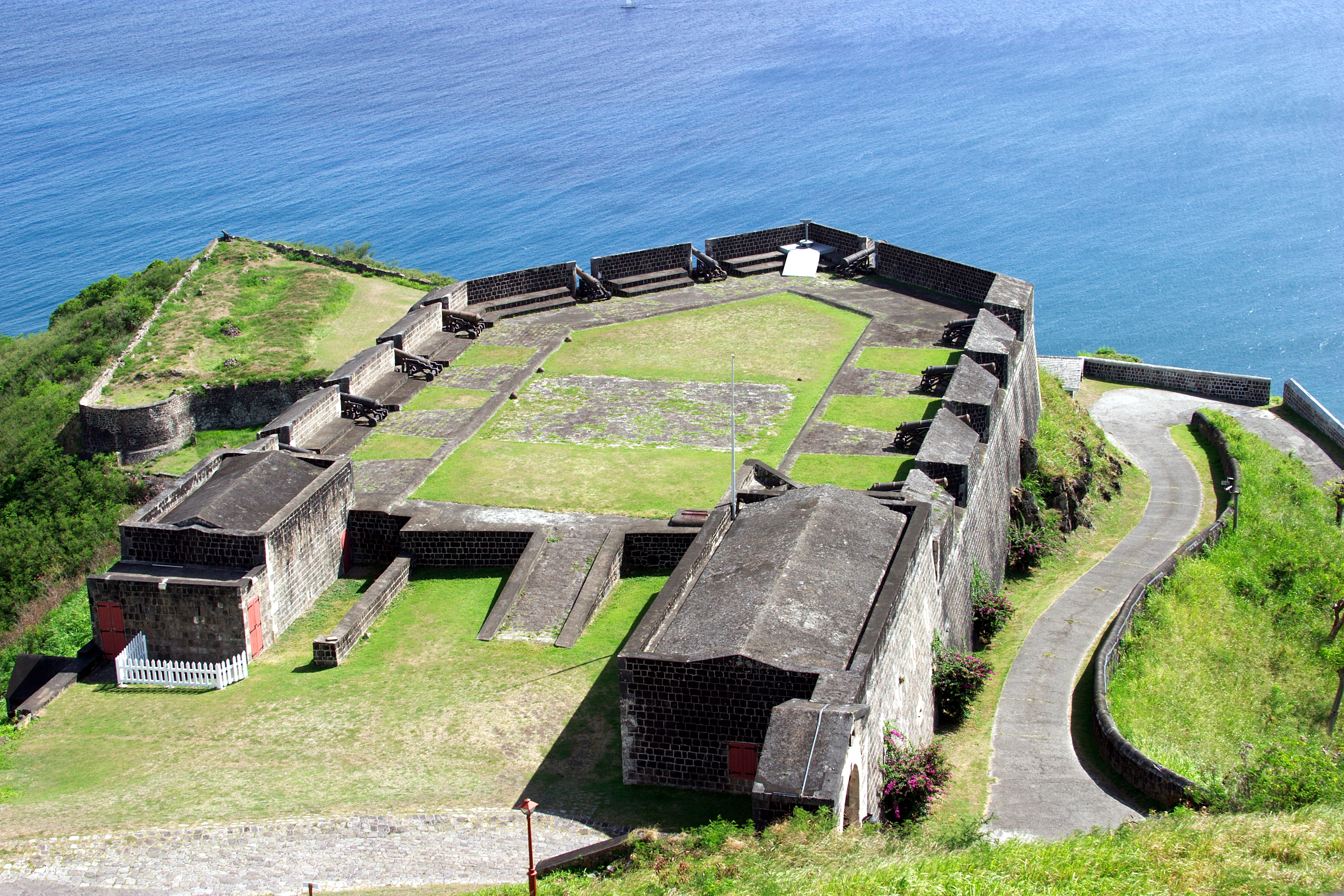

브림스톤힐 요새 국립공원(Brimstone Hill Fortress National Park)은 유네스코 세계유산으로, 동카리브해의 세인트키츠 네비스 연맹의 세인트키츠섬 언덕에 잘 보존된 요새이다. 이 건물은 영국군 기술자가 설계했으며 노예가 된 아프리카인이 건설하고 유지했다. 이곳은 아메리카 대륙에서 가장 잘 보존된 역사적 요새 중 하나이다.
요새 단지는 세인트 키츠의 카리브해 서부 해안 바다 가까이에 위치한 매우 가파른 경사 언덕인 브림스톤 힐(Brimstone Hill)에 건설되었다.